# Tirreno-Adriatico 2023
Tirreno-Adriatico 2023 var den 58. udgave af det italienske etapeløb Tirreno-Adriatico. Cykelløbets syv etaper blev kørt over 1.171,5 km fra 6. til 12. marts 2023 med start i Lido di Camaiore og mål i San Benedetto del Tronto. Løbet var syvende arrangement på UCI World Tour 2023, og det blev kørt samtidig med Paris-Nice.
Den samlede vinder af løbet blev slovenske Primož Roglič fra Team Jumbo-Visma for anden gang i karrieren.

## Etaperne
| Etape    | Dato     | Start – Mål                                         | type              | Afstand (km) | Elevation (m) | Etapevinder      | Førende rytter |
| -------- | -------- | --------------------------------------------------- | ----------------- | ------------ | ------------- | ---------------- | -------------- |
| 1. etape | 6. mar.  | Lido di Camaiore – Lido di Camaiore                 | enkeltstart       | 11,5         | 34 m          | Filippo Ganna    | Filippo Ganna  |
| 2. etape | 7. mar.  | Camaiore – Follonica                                | kuperet etape     | 210          | 2.601 m       | Fabio Jakobsen   | Filippo Ganna  |
| 3. etape | 8. mar.  | Follonica – Foligno                                 | kuperet etape     | 216          | 2.601 m       | Jasper Philipsen | Filippo Ganna  |
| 4. etape | 9. mar.  | Greccio – Tortoreto                                 | middel bjergetape | 218          | 2.503 m       | Primož Roglič    | Lennard Kämna  |
| 5. etape | 10. mar. | Morro d'Oro – Sassotetto                            | bjergetape        | 168          | 3.850 m       | Primož Roglič    | Primož Roglič  |
| 6. etape | 11. mar. | Osimo Stazione – Osimo                              | kuperet etape     | 193          | 3.610 m       | Primož Roglič    | Primož Roglič  |
| 7. etape | 12. mar. | San Benedetto del Tronto – San Benedetto del Tronto | flad etape        | 154          | 1.660 m       | Jasper Philipsen | Primož Roglič  |

### 1. etape
| Lido di Camaiore - Lido di Camaiore | enkeltstart | (11,5 km) |

| \| Etaperesultat \| Etaperesultat \| Etaperesultat \| Etaperesultat \| Etaperesultat \| \| Rytter \| Rytter \| Hold \| Tid \| \| \| ------------- \| ------------------ \| ----------------- \| ------------- \| ------------- \| \| 1. \| Filippo Ganna \| Ineos Grenadiers \| 12' 28" \| \| \| 2. \| Lennard Kämna \| Bora-Hansgrohe \| + 28" \| \| \| 3. \| Magnus Sheffield \| Ineos Grenadiers \| + 31" \| \| \| 4. \| Michael Hepburn \| Team Jayco AlUla \| + 33" \| \| \| 5. \| Brandon McNulty \| UAE Team Emirates \| + 34" \| \| \| 6. \| Thymen Arensman \| Ineos Grenadiers \| + 39" \| \| \| 7. \| João Almeida \| UAE Team Emirates \| + 41" \| \| \| 8. \| Andreas Leknessund \| Team DSM \| + 41" \| \| \| 9. \| Casper Pedersen \| Soudal Quick-Step \| + 47" \| \| \| 10. \| Wilco Kelderman \| Jumbo-Visma \| + 48" \| \| |                    |                   |         |
| |                    |                   |         |
| Kilde: ProCyclingStats |                    |                   |         |
| Etaperesultat |                    |                   |         |
| Rytter | Rytter             | Hold              | Tid     |
| 1. | Filippo Ganna      | Ineos Grenadiers  | 12' 28" |
| 2. | Lennard Kämna      | Bora-Hansgrohe    | + 28"   |
| 3. | Magnus Sheffield   | Ineos Grenadiers  | + 31"   |
| 4. | Michael Hepburn    | Team Jayco AlUla  | + 33"   |
| 5. | Brandon McNulty    | UAE Team Emirates | + 34"   |
| 6. | Thymen Arensman    | Ineos Grenadiers  | + 39"   |
| 7. | João Almeida       | UAE Team Emirates | + 41"   |
| 8. | Andreas Leknessund | Team DSM          | + 41"   |
| 9. | Casper Pedersen    | Soudal Quick-Step | + 47"   |
| 10. | Wilco Kelderman    | Jumbo-Visma       | + 48"   |

| \| Samlede stilling \| Samlede stilling \| Samlede stilling \| Samlede stilling \| Samlede stilling \| \| Rytter \| Rytter \| Hold \| Tid \| \| \| ---------------- \| ------------------ \| ----------------- \| ---------------- \| ---------------- \| \| 1. \| Filippo Ganna \| Ineos Grenadiers \| 12' 28" \| \| \| 2. \| Lennard Kämna \| Bora-Hansgrohe \| + 28" \| \| \| 3. \| Magnus Sheffield \| Ineos Grenadiers \| + 31" \| \| \| 4. \| Michael Hepburn \| Team Jayco AlUla \| + 33" \| \| \| 5. \| Brandon McNulty \| UAE Team Emirates \| + 34" \| \| \| 6. \| Thymen Arensman \| Ineos Grenadiers \| + 39" \| \| \| 7. \| João Almeida \| UAE Team Emirates \| + 41" \| \| \| 8. \| Andreas Leknessund \| Team DSM \| + 41" \| \| \| 9. \| Casper Pedersen \| Soudal Quick-Step \| + 47" \| \| \| 10. \| Wilco Kelderman \| Jumbo-Visma \| + 47" \| \| |                    |                   |         |
| |                    |                   |         |
| Kilde: ProCyclingStats |                    |                   |         |
| Samlede stilling |                    |                   |         |
| Rytter | Rytter             | Hold              | Tid     |
| 1. | Filippo Ganna      | Ineos Grenadiers  | 12' 28" |
| 2. | Lennard Kämna      | Bora-Hansgrohe    | + 28"   |
| 3. | Magnus Sheffield   | Ineos Grenadiers  | + 31"   |
| 4. | Michael Hepburn    | Team Jayco AlUla  | + 33"   |
| 5. | Brandon McNulty    | UAE Team Emirates | + 34"   |
| 6. | Thymen Arensman    | Ineos Grenadiers  | + 39"   |
| 7. | João Almeida       | UAE Team Emirates | + 41"   |
| 8. | Andreas Leknessund | Team DSM          | + 41"   |
| 9. | Casper Pedersen    | Soudal Quick-Step | + 47"   |
| 10. | Wilco Kelderman    | Jumbo-Visma       | + 47"   |

### 2. etape
| Camaiore - Follonica | kuperet etape | (210 km) |

| \| Etaperesultat \| Etaperesultat \| Etaperesultat \| Etaperesultat \| Etaperesultat \| \| Rytter \| Rytter \| Hold \| Tid \| \| \| ------------- \| ----------------- \| ------------------------ \| ------------- \| ------------- \| \| 1. \| Fabio Jakobsen \| Soudal Quick-Step \| 5t 06' 33" \| \| \| 2. \| Jasper Philipsen \| Alpecin-Deceuninck \| + 0" \| \| \| 3. \| Fernando Gaviria \| Movistar Team \| + 0" \| \| \| 4. \| Biniam Girmay \| Intermarché-Circus-Wanty \| + 0" \| \| \| 5. \| Sebastián Molano \| UAE Team Emirates \| + 0" \| \| \| 6. \| Phil Bauhaus \| Bahrain Victorious \| + 0" \| \| \| 7. \| Dylan Groenewegen \| Team Jayco AlUla \| + 0" \| \| \| 8. \| Simone Consonni \| Cofidis \| + 0" \| \| \| 9. \| Jordi Meeus \| Bora-Hansgrohe \| + 0" \| \| \| 10. \| Nacer Bouhanni \| Arkéa-Samsic \| + 0" \| \| |                   |                          |            |
| |                   |                          |            |
| Kilde: ProCyclingStats |                   |                          |            |
| Etaperesultat |                   |                          |            |
| Rytter | Rytter            | Hold                     | Tid        |
| 1. | Fabio Jakobsen    | Soudal Quick-Step        | 5t 06' 33" |
| 2. | Jasper Philipsen  | Alpecin-Deceuninck       | + 0"       |
| 3. | Fernando Gaviria  | Movistar Team            | + 0"       |
| 4. | Biniam Girmay     | Intermarché-Circus-Wanty | + 0"       |
| 5. | Sebastián Molano  | UAE Team Emirates        | + 0"       |
| 6. | Phil Bauhaus      | Bahrain Victorious       | + 0"       |
| 7. | Dylan Groenewegen | Team Jayco AlUla         | + 0"       |
| 8. | Simone Consonni   | Cofidis                  | + 0"       |
| 9. | Jordi Meeus       | Bora-Hansgrohe           | + 0"       |
| 10. | Nacer Bouhanni    | Arkéa-Samsic             | + 0"       |

| \| Samlede stilling \| Samlede stilling \| Samlede stilling \| Samlede stilling \| Samlede stilling \| \| Rytter \| Rytter \| Hold \| Tid \| \| \| ---------------- \| ------------------ \| --------------------- \| ---------------- \| ---------------- \| \| 1. \| Filippo Ganna \| Ineos Grenadiers \| 5t 19' 01" \| \| \| 2. \| Lennard Kämna \| Bora-Hansgrohe \| + 28" \| \| \| 3. \| Magnus Sheffield \| Ineos Grenadiers \| + 31" \| \| \| 4. \| Brandon McNulty \| UAE Team Emirates \| + 34" \| \| \| 5. \| Thymen Arensman \| Ineos Grenadiers \| + 39" \| \| \| 6. \| João Almeida \| UAE Team Emirates \| + 41" \| \| \| 7. \| Andreas Leknessund \| Team DSM \| + 41" \| \| \| 8. \| Casper Pedersen \| Soudal Quick-Step \| + 47" \| \| \| 9. \| Wilco Kelderman \| Jumbo-Visma \| + 48" \| \| \| 10. \| Aleksej Lutsenko \| Astana Qazaqstan Team \| + 48" \| \| |                    |                       |            |
| |                    |                       |            |
| Kilde: ProCyclingStats |                    |                       |            |
| Samlede stilling |                    |                       |            |
| Rytter | Rytter             | Hold                  | Tid        |
| 1. | Filippo Ganna      | Ineos Grenadiers      | 5t 19' 01" |
| 2. | Lennard Kämna      | Bora-Hansgrohe        | + 28"      |
| 3. | Magnus Sheffield   | Ineos Grenadiers      | + 31"      |
| 4. | Brandon McNulty    | UAE Team Emirates     | + 34"      |
| 5. | Thymen Arensman    | Ineos Grenadiers      | + 39"      |
| 6. | João Almeida       | UAE Team Emirates     | + 41"      |
| 7. | Andreas Leknessund | Team DSM              | + 41"      |
| 8. | Casper Pedersen    | Soudal Quick-Step     | + 47"      |
| 9. | Wilco Kelderman    | Jumbo-Visma           | + 48"      |
| 10. | Aleksej Lutsenko   | Astana Qazaqstan Team | + 48"      |

### 3. etape
| Follonica - Foligno | kuperet etape | (216 km) |

| \| Etaperesultat \| Etaperesultat \| Etaperesultat \| Etaperesultat \| Etaperesultat \| \| Rytter \| Rytter \| Hold \| Tid \| \| \| ------------- \| ----------------- \| ------------------------ \| ------------- \| ------------- \| \| 1. \| Jasper Philipsen \| Alpecin-Deceuninck \| 49' 08" \| \| \| 2. \| Phil Bauhaus \| Bahrain Victorious \| + 0" \| \| \| 3. \| Biniam Girmay \| Intermarché-Circus-Wanty \| + 0" \| \| \| 4. \| Matteo Moschetti \| Q36.5 Pro Cycling Team \| + 0" \| \| \| 5. \| Simone Consonni \| Cofidis \| + 0" \| \| \| 6. \| Wout van Aert \| Jumbo-Visma \| + 0" \| \| \| 7. \| Edward Theuns \| Trek-Segafredo \| + 0" \| \| \| 8. \| Dylan Groenewegen \| Team Jayco AlUla \| + 0" \| \| \| 9. \| Fabio Jakobsen \| Soudal Quick-Step \| + 0" \| \| \| 10. \| Jordi Meeus \| Bora-Hansgrohe \| + 0" \| \| |                   |                          |         |
| |                   |                          |         |
| Kilde: ProCyclingStats |                   |                          |         |
| Etaperesultat |                   |                          |         |
| Rytter | Rytter            | Hold                     | Tid     |
| 1. | Jasper Philipsen  | Alpecin-Deceuninck       | 49' 08" |
| 2. | Phil Bauhaus      | Bahrain Victorious       | + 0"    |
| 3. | Biniam Girmay     | Intermarché-Circus-Wanty | + 0"    |
| 4. | Matteo Moschetti  | Q36.5 Pro Cycling Team   | + 0"    |
| 5. | Simone Consonni   | Cofidis                  | + 0"    |
| 6. | Wout van Aert     | Jumbo-Visma              | + 0"    |
| 7. | Edward Theuns     | Trek-Segafredo           | + 0"    |
| 8. | Dylan Groenewegen | Team Jayco AlUla         | + 0"    |
| 9. | Fabio Jakobsen    | Soudal Quick-Step        | + 0"    |
| 10. | Jordi Meeus       | Bora-Hansgrohe           | + 0"    |

| \| Samlede stilling \| Samlede stilling \| Samlede stilling \| Samlede stilling \| Samlede stilling \| \| Rytter \| Rytter \| Hold \| Tid \| \| \| ---------------- \| ------------------ \| --------------------- \| ---------------- \| ---------------- \| \| 1. \| Filippo Ganna \| Ineos Grenadiers \| 10t 38' 09" \| \| \| 2. \| Lennard Kämna \| Bora-Hansgrohe \| + 28" \| \| \| 3. \| Magnus Sheffield \| Ineos Grenadiers \| + 30" \| \| \| 4. \| Brandon McNulty \| UAE Team Emirates \| + 34" \| \| \| 5. \| Thymen Arensman \| Ineos Grenadiers \| + 39" \| \| \| 6. \| João Almeida \| UAE Team Emirates \| + 41" \| \| \| 7. \| Andreas Leknessund \| Team DSM \| + 41" \| \| \| 8. \| Casper Pedersen \| Soudal Quick-Step \| + 47" \| \| \| 9. \| Wilco Kelderman \| Jumbo-Visma \| + 48" \| \| \| 10. \| Aleksej Lutsenko \| Astana Qazaqstan Team \| + 48" \| \| |                    |                       |             |
| |                    |                       |             |
| Kilde: ProCyclingStats |                    |                       |             |
| Samlede stilling |                    |                       |             |
| Rytter | Rytter             | Hold                  | Tid         |
| 1. | Filippo Ganna      | Ineos Grenadiers      | 10t 38' 09" |
| 2. | Lennard Kämna      | Bora-Hansgrohe        | + 28"       |
| 3. | Magnus Sheffield   | Ineos Grenadiers      | + 30"       |
| 4. | Brandon McNulty    | UAE Team Emirates     | + 34"       |
| 5. | Thymen Arensman    | Ineos Grenadiers      | + 39"       |
| 6. | João Almeida       | UAE Team Emirates     | + 41"       |
| 7. | Andreas Leknessund | Team DSM              | + 41"       |
| 8. | Casper Pedersen    | Soudal Quick-Step     | + 47"       |
| 9. | Wilco Kelderman    | Jumbo-Visma           | + 48"       |
| 10. | Aleksej Lutsenko   | Astana Qazaqstan Team | + 48"       |

### 4. etape
| Greccio - Tortoreto | middel bjergetape | (218 km) |

| \| Etaperesultat \| Etaperesultat \| Etaperesultat \| Etaperesultat \| Etaperesultat \| \| Rytter \| Rytter \| Hold \| Tid \| \| \| ------------- \| ------------------ \| --------------------- \| ------------- \| ------------- \| \| 1. \| Primož Roglič \| Jumbo-Visma \| 5t 00' 04" \| \| \| 2. \| Julian Alaphilippe \| Soudal Quick-Step \| + 0" \| \| \| 3. \| Adam Yates \| UAE Team Emirates \| + 0" \| \| \| 4. \| Wilco Kelderman \| Jumbo-Visma \| + 0" \| \| \| 5. \| Tao Geoghegan Hart \| Ineos Grenadiers \| + 0" \| \| \| 6. \| Enric Mas \| Movistar Team \| + 0" \| \| \| 7. \| Victor Lafay \| Cofidis \| + 0" \| \| \| 8. \| João Almeida \| UAE Team Emirates \| + 0" \| \| \| 9. \| Aleksandr Vlasov \| Bora-Hansgrohe \| + 0" \| \| \| 10. \| Hugh Carthy \| EF Education-EasyPost \| + 0" \| \| |                    |                       |            |
| |                    |                       |            |
| Kilde: ProCyclingStats |                    |                       |            |
| Etaperesultat |                    |                       |            |
| Rytter | Rytter             | Hold                  | Tid        |
| 1. | Primož Roglič      | Jumbo-Visma           | 5t 00' 04" |
| 2. | Julian Alaphilippe | Soudal Quick-Step     | + 0"       |
| 3. | Adam Yates         | UAE Team Emirates     | + 0"       |
| 4. | Wilco Kelderman    | Jumbo-Visma           | + 0"       |
| 5. | Tao Geoghegan Hart | Ineos Grenadiers      | + 0"       |
| 6. | Enric Mas          | Movistar Team         | + 0"       |
| 7. | Victor Lafay       | Cofidis               | + 0"       |
| 8. | João Almeida       | UAE Team Emirates     | + 0"       |
| 9. | Aleksandr Vlasov   | Bora-Hansgrohe        | + 0"       |
| 10. | Hugh Carthy        | EF Education-EasyPost | + 0"       |

| \| Samlede stilling \| Samlede stilling \| Samlede stilling \| Samlede stilling \| Samlede stilling \| \| Rytter \| Rytter \| Hold \| Tid \| \| \| ---------------- \| ------------------ \| ----------------- \| ---------------- \| ---------------- \| \| 1. \| Lennard Kämna \| Bora-Hansgrohe \| 15t 38' 46" \| \| \| 2. \| Primož Roglič \| Jumbo-Visma \| + 6" \| \| \| 3. \| João Almeida \| UAE Team Emirates \| + 8" \| \| \| 4. \| Brandon McNulty \| UAE Team Emirates \| + 13" \| \| \| 5. \| Wilco Kelderman \| Jumbo-Visma \| + 15" \| \| \| 6. \| Aleksandr Vlasov \| Bora-Hansgrohe \| + 17" \| \| \| 7. \| Jai Hindley \| Bora-Hansgrohe \| + 18" \| \| \| 8. \| Tao Geoghegan Hart \| Ineos Grenadiers \| + 19" \| \| \| 9. \| Giulio Ciccone \| Trek-Segafredo \| + 26" \| \| \| 10. \| Enric Mas \| Movistar Team \| + 27" \| \| |                    |                   |             |
| |                    |                   |             |
| Kilde: ProCyclingStats |                    |                   |             |
| Samlede stilling |                    |                   |             |
| Rytter | Rytter             | Hold              | Tid         |
| 1. | Lennard Kämna      | Bora-Hansgrohe    | 15t 38' 46" |
| 2. | Primož Roglič      | Jumbo-Visma       | + 6"        |
| 3. | João Almeida       | UAE Team Emirates | + 8"        |
| 4. | Brandon McNulty    | UAE Team Emirates | + 13"       |
| 5. | Wilco Kelderman    | Jumbo-Visma       | + 15"       |
| 6. | Aleksandr Vlasov   | Bora-Hansgrohe    | + 17"       |
| 7. | Jai Hindley        | Bora-Hansgrohe    | + 18"       |
| 8. | Tao Geoghegan Hart | Ineos Grenadiers  | + 19"       |
| 9. | Giulio Ciccone     | Trek-Segafredo    | + 26"       |
| 10. | Enric Mas          | Movistar Team     | + 27"       |

### 5. etape
| Morro d'Oro - Sassotetto | bjergetape | (168 km) |

| \| Etaperesultat \| Etaperesultat \| Etaperesultat \| Etaperesultat \| Etaperesultat \| \| Rytter \| Rytter \| Hold \| Tid \| \| \| ------------- \| ------------------ \| ------------------ \| ------------- \| ------------- \| \| 1. \| Primož Roglič \| Jumbo-Visma \| 4t 38' 32" \| \| \| 2. \| Giulio Ciccone \| Trek-Segafredo \| + 0" \| \| \| 3. \| Tao Geoghegan Hart \| Ineos Grenadiers \| + 0" \| \| \| 4. \| Jai Hindley \| Bora-Hansgrohe \| + 0" \| \| \| 5. \| Lennard Kämna \| Bora-Hansgrohe \| + 0" \| \| \| 6. \| Aleksandr Vlasov \| Bora-Hansgrohe \| + 0" \| \| \| 7. \| Mikel Landa \| Bahrain Victorious \| + 0" \| \| \| 8. \| João Almeida \| UAE Team Emirates \| + 0" \| \| \| 9. \| Damiano Caruso \| Bahrain Victorious \| + 0" \| \| \| 10. \| Brandon McNulty \| UAE Team Emirates \| + 0" \| \| |                    |                    |            |
| |                    |                    |            |
| Kilde: ProCyclingStats |                    |                    |            |
| Etaperesultat |                    |                    |            |
| Rytter | Rytter             | Hold               | Tid        |
| 1. | Primož Roglič      | Jumbo-Visma        | 4t 38' 32" |
| 2. | Giulio Ciccone     | Trek-Segafredo     | + 0"       |
| 3. | Tao Geoghegan Hart | Ineos Grenadiers   | + 0"       |
| 4. | Jai Hindley        | Bora-Hansgrohe     | + 0"       |
| 5. | Lennard Kämna      | Bora-Hansgrohe     | + 0"       |
| 6. | Aleksandr Vlasov   | Bora-Hansgrohe     | + 0"       |
| 7. | Mikel Landa        | Bahrain Victorious | + 0"       |
| 8. | João Almeida       | UAE Team Emirates  | + 0"       |
| 9. | Damiano Caruso     | Bahrain Victorious | + 0"       |
| 10. | Brandon McNulty    | UAE Team Emirates  | + 0"       |

| \| Samlede stilling \| Samlede stilling \| Samlede stilling \| Samlede stilling \| Samlede stilling \| \| Rytter \| Rytter \| Hold \| Tid \| \| \| ---------------- \| ------------------ \| ----------------- \| ---------------- \| ---------------- \| \| 1. \| Primož Roglič \| Jumbo-Visma \| 20t 17' 14" \| \| \| 2. \| Lennard Kämna \| Bora-Hansgrohe \| + 4" \| \| \| 3. \| João Almeida \| UAE Team Emirates \| + 12" \| \| \| 4. \| Brandon McNulty \| UAE Team Emirates \| + 17" \| \| \| 5. \| Wilco Kelderman \| Jumbo-Visma \| + 19" \| \| \| 6. \| Tao Geoghegan Hart \| Ineos Grenadiers \| + 19" \| \| \| 7. \| Aleksandr Vlasov \| Bora-Hansgrohe \| + 21" \| \| \| 8. \| Jai Hindley \| Bora-Hansgrohe \| + 22" \| \| \| 9. \| Giulio Ciccone \| Trek-Segafredo \| + 24" \| \| \| 10. \| Enric Mas \| Movistar Team \| + 31" \| \| |                    |                   |             |
| |                    |                   |             |
| Kilde: ProCyclingStats |                    |                   |             |
| Samlede stilling |                    |                   |             |
| Rytter | Rytter             | Hold              | Tid         |
| 1. | Primož Roglič      | Jumbo-Visma       | 20t 17' 14" |
| 2. | Lennard Kämna      | Bora-Hansgrohe    | + 4"        |
| 3. | João Almeida       | UAE Team Emirates | + 12"       |
| 4. | Brandon McNulty    | UAE Team Emirates | + 17"       |
| 5. | Wilco Kelderman    | Jumbo-Visma       | + 19"       |
| 6. | Tao Geoghegan Hart | Ineos Grenadiers  | + 19"       |
| 7. | Aleksandr Vlasov   | Bora-Hansgrohe    | + 21"       |
| 8. | Jai Hindley        | Bora-Hansgrohe    | + 22"       |
| 9. | Giulio Ciccone     | Trek-Segafredo    | + 24"       |
| 10. | Enric Mas          | Movistar Team     | + 31"       |

### 6. etape
| Osimo Stazione - Osimo | kuperet etape | (193 km) |

| \| Etaperesultat \| Etaperesultat \| Etaperesultat \| Etaperesultat \| Etaperesultat \| \| Rytter \| Rytter \| Hold \| Tid \| \| \| ------------- \| ------------------ \| --------------------- \| ------------- \| ------------- \| \| 1. \| Primož Roglič \| Jumbo-Visma \| 4t 49' 17" \| \| \| 2. \| Tao Geoghegan Hart \| Ineos Grenadiers \| + 0" \| \| \| 3. \| João Almeida \| UAE Team Emirates \| + 0" \| \| \| 4. \| Enric Mas \| Movistar Team \| + 0" \| \| \| 5. \| Mikel Landa \| Bahrain Victorious \| + 0" \| \| \| 6. \| Giulio Ciccone \| Trek-Segafredo \| + 3" \| \| \| 7. \| Hugh Carthy \| EF Education-EasyPost \| + 9" \| \| \| 8. \| Michael Woods \| Israel-Premier Tech \| + 9" \| \| \| 9. \| Tom Pidcock \| Ineos Grenadiers \| + 20" \| \| \| 10. \| Wout van Aert \| Jumbo-Visma \| + 20" \| \| |                    |                       |            |
| |                    |                       |            |
| Kilde: ProCyclingStats |                    |                       |            |
| Etaperesultat |                    |                       |            |
| Rytter | Rytter             | Hold                  | Tid        |
| 1. | Primož Roglič      | Jumbo-Visma           | 4t 49' 17" |
| 2. | Tao Geoghegan Hart | Ineos Grenadiers      | + 0"       |
| 3. | João Almeida       | UAE Team Emirates     | + 0"       |
| 4. | Enric Mas          | Movistar Team         | + 0"       |
| 5. | Mikel Landa        | Bahrain Victorious    | + 0"       |
| 6. | Giulio Ciccone     | Trek-Segafredo        | + 3"       |
| 7. | Hugh Carthy        | EF Education-EasyPost | + 9"       |
| 8. | Michael Woods      | Israel-Premier Tech   | + 9"       |
| 9. | Tom Pidcock        | Ineos Grenadiers      | + 20"      |
| 10. | Wout van Aert      | Jumbo-Visma           | + 20"      |

| \| Samlede stilling \| Samlede stilling \| Samlede stilling \| Samlede stilling \| Samlede stilling \| \| Rytter \| Rytter \| Hold \| Tid \| \| \| ---------------- \| ------------------ \| --------------------- \| ---------------- \| ---------------- \| \| 1. \| Primož Roglič \| Jumbo-Visma \| 25t 06' 21" \| \| \| 2. \| João Almeida \| UAE Team Emirates \| + 18" \| \| \| 3. \| Tao Geoghegan Hart \| Ineos Grenadiers \| + 23" \| \| \| 4. \| Lennard Kämna \| Bora-Hansgrohe \| + 34" \| \| \| 5. \| Giulio Ciccone \| Trek-Segafredo \| + 37" \| \| \| 6. \| Enric Mas \| Movistar Team \| + 41" \| \| \| 7. \| Mikel Landa \| Bahrain Victorious \| + 56" \| \| \| 8. \| Hugh Carthy \| EF Education-EasyPost \| + 57" \| \| \| 9. \| Aleksandr Vlasov \| Bora-Hansgrohe \| + 1' 10" \| \| \| 10. \| Thibaut Pinot \| Groupama-FDJ \| + 1' 11" \| \| |                    |                       |             |
| |                    |                       |             |
| Kilde: ProCyclingStats |                    |                       |             |
| Samlede stilling |                    |                       |             |
| Rytter | Rytter             | Hold                  | Tid         |
| 1. | Primož Roglič      | Jumbo-Visma           | 25t 06' 21" |
| 2. | João Almeida       | UAE Team Emirates     | + 18"       |
| 3. | Tao Geoghegan Hart | Ineos Grenadiers      | + 23"       |
| 4. | Lennard Kämna      | Bora-Hansgrohe        | + 34"       |
| 5. | Giulio Ciccone     | Trek-Segafredo        | + 37"       |
| 6. | Enric Mas          | Movistar Team         | + 41"       |
| 7. | Mikel Landa        | Bahrain Victorious    | + 56"       |
| 8. | Hugh Carthy        | EF Education-EasyPost | + 57"       |
| 9. | Aleksandr Vlasov   | Bora-Hansgrohe        | + 1' 10"    |
| 10. | Thibaut Pinot      | Groupama-FDJ          | + 1' 11"    |

### 7. etape
| San Benedetto del Tronto - San Benedetto del Tronto | flad etape | (154 km) |

| \| Etaperesultat \| Etaperesultat \| Etaperesultat \| Etaperesultat \| Etaperesultat \| \| Rytter \| Rytter \| Hold \| Tid \| \| \| ------------- \| ----------------- \| ---------------------------------- \| ------------- \| ------------- \| \| 1. \| Jasper Philipsen \| Alpecin-Deceuninck \| 3t 32' 36" \| \| \| 2. \| Dylan Groenewegen \| Team Jayco AlUla \| + 0" \| \| \| 3. \| Alberto Dainese \| Team DSM \| + 0" \| \| \| 4. \| Phil Bauhaus \| Bahrain Victorious \| + 0" \| \| \| 5. \| Simone Consonni \| Cofidis \| + 0" \| \| \| 6. \| Giacomo Nizzolo \| Israel-Premier Tech \| + 0" \| \| \| 7. \| Jordi Meeus \| Bora-Hansgrohe \| + 0" \| \| \| 8. \| Clément Russo \| Arkéa-Samsic \| + 0" \| \| \| 9. \| Luca Colnaghi \| Green Project-Bardiani CSF-Faizanè \| + 0" \| \| \| 10. \| Fernando Gaviria \| Movistar Team \| + 0" \| \| |                   |                                    |            |
| |                   |                                    |            |
| Kilde: ProCyclingStats |                   |                                    |            |
| Etaperesultat |                   |                                    |            |
| Rytter | Rytter            | Hold                               | Tid        |
| 1. | Jasper Philipsen  | Alpecin-Deceuninck                 | 3t 32' 36" |
| 2. | Dylan Groenewegen | Team Jayco AlUla                   | + 0"       |
| 3. | Alberto Dainese   | Team DSM                           | + 0"       |
| 4. | Phil Bauhaus      | Bahrain Victorious                 | + 0"       |
| 5. | Simone Consonni   | Cofidis                            | + 0"       |
| 6. | Giacomo Nizzolo   | Israel-Premier Tech                | + 0"       |
| 7. | Jordi Meeus       | Bora-Hansgrohe                     | + 0"       |
| 8. | Clément Russo     | Arkéa-Samsic                       | + 0"       |
| 9. | Luca Colnaghi     | Green Project-Bardiani CSF-Faizanè | + 0"       |
| 10. | Fernando Gaviria  | Movistar Team                      | + 0"       |

## Trøjernes fordeling gennem løbet
| Etape    |                   | Vinder _         | Samlede stilling | Pointtrøje       | Bjergtrøje     | Ungdomstrøje     | Holdkonkurrence   |
| -------- | ----------------- | ---------------- | ---------------- | ---------------- | -------------- | ---------------- | ----------------- |
| 1. etape | enkeltstart       | Filippo Ganna    | Filippo Ganna    | Filippo Ganna    | ikke uddelt    | Magnus Sheffield | Ineos Grenadiers  |
| 2. etape | kuperet etape     | Fabio Jakobsen   | Filippo Ganna    | Filippo Ganna    | Stefano Gandin | Magnus Sheffield | Ineos Grenadiers  |
| 3. etape | kuperet etape     | Jasper Philipsen | Filippo Ganna    | Jasper Philipsen | Davide Bais    | Magnus Sheffield | Ineos Grenadiers  |
| 4. etape | middel bjergetape | Primož Roglič    | Lennard Kämna    | Jasper Philipsen | Davide Bais    | João Almeida     | Bora-Hansgrohe    |
| 5. etape | bjergetape        | Primož Roglič    | Primož Roglič    | Primož Roglič    | Primož Roglič  | João Almeida     | Bora-Hansgrohe    |
| 6. etape | kuperet etape     | Primož Roglič    | Primož Roglič    | Primož Roglič    | Primož Roglič  | João Almeida     | UAE Team Emirates |
| 7. etape | flad etape        | Jasper Philipsen | Primož Roglič    | Primož Roglič    | Primož Roglič  | João Almeida     | UAE Team Emirates |
| Samlet   | Samlet            |                  | Primož Roglič    | Primož Roglič    | Primož Roglič  | João Almeida     | UAE Team Emirates |

## Resultater
| \| Samlede stilling \| Samlede stilling \| Samlede stilling \| Samlede stilling \| Samlede stilling \| \| Rytter \| Rytter \| Hold \| Tid \| \| \| ---------------- \| ------------------ \| --------------------- \| ---------------- \| ---------------- \| \| 1. \| Primož Roglič \| Jumbo-Visma \| 28t 38' 57" \| \| \| 2. \| João Almeida \| UAE Team Emirates \| + 18" \| \| \| 3. \| Tao Geoghegan Hart \| Ineos Grenadiers \| + 23" \| \| \| 4. \| Lennard Kämna \| Bora-Hansgrohe \| + 34" \| \| \| 5. \| Giulio Ciccone \| Trek-Segafredo \| + 37" \| \| \| 6. \| Enric Mas \| Movistar Team \| + 41" \| \| \| 7. \| Mikel Landa \| Bahrain Victorious \| + 56" \| \| \| 8. \| Hugh Carthy \| EF Education-EasyPost \| + 57" \| \| \| 9. \| Aleksandr Vlasov \| Bora-Hansgrohe \| + 1' 10" \| \| \| 10. \| Thibaut Pinot \| Groupama-FDJ \| + 1' 11" \| \| |                    |                       |             |
| |                    |                       |             |
| Kilde: ProCyclingStats |                    |                       |             |
| Samlede stilling |                    |                       |             |
| Rytter | Rytter             | Hold                  | Tid         |
| 1. | Primož Roglič      | Jumbo-Visma           | 28t 38' 57" |
| 2. | João Almeida       | UAE Team Emirates     | + 18"       |
| 3. | Tao Geoghegan Hart | Ineos Grenadiers      | + 23"       |
| 4. | Lennard Kämna      | Bora-Hansgrohe        | + 34"       |
| 5. | Giulio Ciccone     | Trek-Segafredo        | + 37"       |
| 6. | Enric Mas          | Movistar Team         | + 41"       |
| 7. | Mikel Landa        | Bahrain Victorious    | + 56"       |
| 8. | Hugh Carthy        | EF Education-EasyPost | + 57"       |
| 9. | Aleksandr Vlasov   | Bora-Hansgrohe        | + 1' 10"    |
| 10. | Thibaut Pinot      | Groupama-FDJ          | + 1' 11"    |

| Samlede stilling | Samlede stilling   | Samlede stilling      | Samlede stilling | Samlede stilling |
| Rytter           | Rytter             | Hold                  | Tid              |                  |
| ---------------- | ------------------ | --------------------- | ---------------- | ---------------- |
| 1.               | Primož Roglič      | Jumbo-Visma           | 28t 38' 57"      |                  |
| 2.               | João Almeida       | UAE Team Emirates     | + 18"            |                  |
| 3.               | Tao Geoghegan Hart | Ineos Grenadiers      | + 23"            |                  |
| 4.               | Lennard Kämna      | Bora-Hansgrohe        | + 34"            |                  |
| 5.               | Giulio Ciccone     | Trek-Segafredo        | + 37"            |                  |
| 6.               | Enric Mas          | Movistar Team         | + 41"            |                  |
| 7.               | Mikel Landa        | Bahrain Victorious    | + 56"            |                  |
| 8.               | Hugh Carthy        | EF Education-EasyPost | + 57"            |                  |
| 9.               | Aleksandr Vlasov   | Bora-Hansgrohe        | + 1' 10"         |                  |
| 10.              | Thibaut Pinot      | Groupama-FDJ          | + 1' 11"         |                  |

| Pointkonkurrence | Pointkonkurrence   | Pointkonkurrence         | Pointkonkurrence | Pointkonkurrence |
| Rytter           | Rytter             | Hold                     | Point            |                  |
| ---------------- | ------------------ | ------------------------ | ---------------- | ---------------- |
| 1.               | Primož Roglič      | Jumbo-Visma              | 36 point         |                  |
| 2.               | Jasper Philipsen   | Alpecin-Deceuninck       | 34 point         |                  |
| 3.               | Tao Geoghegan Hart | Ineos Grenadiers         | 24 point         |                  |
| 4.               | Phil Bauhaus       | Bahrain Victorious       | 22 point         |                  |
| 5.               | João Almeida       | UAE Team Emirates        | 18 point         |                  |
| 6.               | Dylan Groenewegen  | Team Jayco AlUla         | 17 point         |                  |
| 7.               | Lennard Kämna      | Bora-Hansgrohe           | 16 point         |                  |
| 8.               | Giulio Ciccone     | Trek-Segafredo           | 15 point         |                  |
| 9.               | Biniam Girmay      | Intermarché-Circus-Wanty | 15 point         |                  |
| 10.              | Simone Consonni    | Cofidis                  | 15 point         |                  |

| Pointkonkurrence | Pointkonkurrence   | Pointkonkurrence         | Pointkonkurrence | Pointkonkurrence |
| Rytter           | Rytter             | Hold                     | Point            |                  |
| ---------------- | ------------------ | ------------------------ | ---------------- | ---------------- |
| 1.               | Primož Roglič      | Jumbo-Visma              | 36 point         |                  |
| 2.               | Jasper Philipsen   | Alpecin-Deceuninck       | 34 point         |                  |
| 3.               | Tao Geoghegan Hart | Ineos Grenadiers         | 24 point         |                  |
| 4.               | Phil Bauhaus       | Bahrain Victorious       | 22 point         |                  |
| 5.               | João Almeida       | UAE Team Emirates        | 18 point         |                  |
| 6.               | Dylan Groenewegen  | Team Jayco AlUla         | 17 point         |                  |
| 7.               | Lennard Kämna      | Bora-Hansgrohe           | 16 point         |                  |
| 8.               | Giulio Ciccone     | Trek-Segafredo           | 15 point         |                  |
| 9.               | Biniam Girmay      | Intermarché-Circus-Wanty | 15 point         |                  |
| 10.              | Simone Consonni    | Cofidis                  | 15 point         |                  |

| Bjergkonkurrence | Bjergkonkurrence   | Bjergkonkurrence   | Bjergkonkurrence | Bjergkonkurrence |
| Rytter           | Rytter             | Hold               | Point            |                  |
| ---------------- | ------------------ | ------------------ | ---------------- | ---------------- |
| 1.               | Primož Roglič      | Jumbo-Visma        | 25 point         |                  |
| 2.               | Davide Bais        | Eolo-Kometa        | 20 point         |                  |
| 3.               | Giulio Ciccone     | Trek-Segafredo     | 18 point         |                  |
| 4.               | Julian Alaphilippe | Soudal Quick-Step  | 11 point         |                  |
| 5.               | Tao Geoghegan Hart | Ineos Grenadiers   | 11 point         |                  |
| 6.               | Quinn Simmons      | Trek-Segafredo     | 9 point          |                  |
| 7.               | Stefano Gandin     | Team Corratec      | 9 point          |                  |
| 8.               | Jai Hindley        | Bora-Hansgrohe     | 7 point          |                  |
| 9.               | Nikias Arndt       | Bahrain Victorious | 6 point          |                  |
| 10.              | Mattia Bais        | Eolo-Kometa        | 6 point          |                  |

| Bjergkonkurrence | Bjergkonkurrence   | Bjergkonkurrence   | Bjergkonkurrence | Bjergkonkurrence |
| Rytter           | Rytter             | Hold               | Point            |                  |
| ---------------- | ------------------ | ------------------ | ---------------- | ---------------- |
| 1.               | Primož Roglič      | Jumbo-Visma        | 25 point         |                  |
| 2.               | Davide Bais        | Eolo-Kometa        | 20 point         |                  |
| 3.               | Giulio Ciccone     | Trek-Segafredo     | 18 point         |                  |
| 4.               | Julian Alaphilippe | Soudal Quick-Step  | 11 point         |                  |
| 5.               | Tao Geoghegan Hart | Ineos Grenadiers   | 11 point         |                  |
| 6.               | Quinn Simmons      | Trek-Segafredo     | 9 point          |                  |
| 7.               | Stefano Gandin     | Team Corratec      | 9 point          |                  |
| 8.               | Jai Hindley        | Bora-Hansgrohe     | 7 point          |                  |
| 9.               | Nikias Arndt       | Bahrain Victorious | 6 point          |                  |
| 10.              | Mattia Bais        | Eolo-Kometa        | 6 point          |                  |

| Ungdomskonkurrence | Ungdomskonkurrence | Ungdomskonkurrence     | Ungdomskonkurrence | Ungdomskonkurrence |
| Rytter             | Rytter             | Hold                   | Tid                |                    |
| ------------------ | ------------------ | ---------------------- | ------------------ | ------------------ |
| 1.                 | João Almeida       | UAE Team Emirates      | 28t 39' 15"        |                    |
| 2.                 | Brandon McNulty    | UAE Team Emirates      | + 1' 01"           |                    |
| 3.                 | Felix Gall         | AG2R Citroën Team      | + 1' 56"           |                    |
| 4.                 | Andreas Leknessund | Team DSM               | + 2' 08"           |                    |
| 5.                 | Thymen Arensman    | Ineos Grenadiers       | + 4' 09"           |                    |
| 6.                 | Magnus Sheffield   | Ineos Grenadiers       | + 7' 02"           |                    |
| 7.                 | Santiago Buitrago  | Bahrain Victorious     | + 17' 05"          |                    |
| 8.                 | Attila Valter      | Jumbo-Visma            | + 17' 08"          |                    |
| 9.                 | Andrea Bagioli     | Soudal Quick-Step      | + 21' 48"          |                    |
| 10.                | Mark Donovan       | Q36.5 Pro Cycling Team | + 23' 03"          |                    |

| Ungdomskonkurrence | Ungdomskonkurrence | Ungdomskonkurrence     | Ungdomskonkurrence | Ungdomskonkurrence |
| Rytter             | Rytter             | Hold                   | Tid                |                    |
| ------------------ | ------------------ | ---------------------- | ------------------ | ------------------ |
| 1.                 | João Almeida       | UAE Team Emirates      | 28t 39' 15"        |                    |
| 2.                 | Brandon McNulty    | UAE Team Emirates      | + 1' 01"           |                    |
| 3.                 | Felix Gall         | AG2R Citroën Team      | + 1' 56"           |                    |
| 4.                 | Andreas Leknessund | Team DSM               | + 2' 08"           |                    |
| 5.                 | Thymen Arensman    | Ineos Grenadiers       | + 4' 09"           |                    |
| 6.                 | Magnus Sheffield   | Ineos Grenadiers       | + 7' 02"           |                    |
| 7.                 | Santiago Buitrago  | Bahrain Victorious     | + 17' 05"          |                    |
| 8.                 | Attila Valter      | Jumbo-Visma            | + 17' 08"          |                    |
| 9.                 | Andrea Bagioli     | Soudal Quick-Step      | + 21' 48"          |                    |
| 10.                | Mark Donovan       | Q36.5 Pro Cycling Team | + 23' 03"          |                    |

### Holdkonkurrencen
| Holdkonkurrence | Holdkonkurrence    | Holdkonkurrence | Holdkonkurrence |
| Hold            | Hold               | Tid             |                 |
| --------------- | ------------------ | --------------- | --------------- |
| 1.              | UAE Team Emirates  | 85t 59' 51"     |                 |
| 2.              | Bora-Hansgrohe     | + 29"           |                 |
| 3.              | Ineos Grenadiers   | + 5' 03"        |                 |
| 4.              | Movistar Team      | + 9' 26"        |                 |
| 5.              | Team DSM           | + 11' 11"       |                 |
| 6.              | Jumbo-Visma        | + 11' 30"       |                 |
| 7.              | Arkéa-Samsic       | + 14' 46"       |                 |
| 8.              | Bahrain Victorious | + 15' 04"       |                 |
| 9.              | Groupama-FDJ       | + 21' 14"       |                 |
| 10.             | AG2R Citroën Team  | + 27' 21"       |                 |

## Hold og ryttere
| UCI WorldTeams (18)- AG2R Citroën Team - Alpecin-Deceuninck - Astana Qazaqstan Team - Bahrain Victorious - Bora-Hansgrohe - Cofidis - EF Education-EasyPost - Groupama-FDJ - Ineos Grenadiers - Intermarché-Circus-Wanty - Jumbo-Visma - Movistar Team - Soudal Quick-Step - Arkéa-Samsic - Team Jayco AlUla - Team DSM - Trek-Segafredo - UAE Team Emirates UCI ProTeams (7)- Eolo-Kometa - Green Project-Bardiani CSF-Faizanè - Israel-Premier Tech - Q36.5 Pro Cycling Team - Team Corratec - TotalEnergies - Tudor Pro Cycling Team |
| |

### Danske ryttere
| Danske ryttere på startlisten |                    |                       |           |
| Rygnummer                     | Rytter             | Hold                  | Placering |
| 64                            | Mikkel Honoré      | EF Education-EasyPost | 38        |
| 127                           | Mads Würtz Schmidt | Israel-Premier Tech   | 63        |
| 166                           | Casper Pedersen    | Soudal Quick-Step     | 79        |

* DNF = gennemførte ikke

### Startliste
| Alpecin-Deceuninck ADC | Alpecin-Deceuninck ADC     | Alpecin-Deceuninck ADC |
| ---------------------- | -------------------------- | ---------------------- |
| Nr.                    | Rytter                     | Placering              |
| 1                      | Mathieu van der Poel (NED) | 49.                    |
| 2                      | Michael Gogl (AUT)         | DNS-2                  |
| 3                      | Jasper Philipsen (BEL)     | 82.                    |
| 4                      | Oscar Riesebeek (NED)      | 143.                   |
| 5                      | Ramon Sinkeldam (NED)      | 126.                   |
| 6                      | Robert Stannard (AUS)      | 51.                    |
| 7                      | Gianni Vermeersch (BEL)    | 65.                    |

| AG2R Citroën Team ACT | AG2R Citroën Team ACT        | AG2R Citroën Team ACT |
| --------------------- | ---------------------------- | --------------------- |
| Nr.                   | Rytter                       | Placering             |
| 11                    | Ben O'Connor (AUS)           | 13.                   |
| 12                    | Benoît Cosnefroy (FRA)       | 96.                   |
| 13                    | Felix Gall (AUT)             | 16.                   |
| 14                    | Nans Peters (FRA)            | 85.                   |
| 15                    | Michael Schär (SUI)          | 50.                   |
| 16                    | Greg Van Avermaet (BEL)      | 61.                   |
| 17                    | Valentin Paret-Peintre (FRA) | DNF-3                 |

| Astana Qazaqstan Team AST | Astana Qazaqstan Team AST       | Astana Qazaqstan Team AST |
| ------------------------- | ------------------------------- | ------------------------- |
| Nr.                       | Rytter                          | Placering                 |
| 21                        | Aleksej Lutsenko (KAZ)          | DNS-7                     |
| 22                        | Samuele Battistella (ITA)       | DNF-5                     |
| 23                        | Mark Cavendish (GBR) (landevej) | 121.                      |
| 24                        | Joe Dombrowski (USA)            | 108.                      |
| 25                        | Jevgenij Fedorov (KAZ)          | 106.                      |
| 26                        | Gleb Syritsa                    | 117.                      |
| 27                        | Leonardo Basso (ITA)            | 127.                      |

| Bahrain Victorious TBV | Bahrain Victorious TBV              | Bahrain Victorious TBV |
| ---------------------- | ----------------------------------- | ---------------------- |
| Nr.                    | Rytter                              | Placering              |
| 31                     | Mikel Landa (ESP)                   | 7.                     |
| 32                     | Nikias Arndt (GER)                  | 66.                    |
| 33                     | Phil Bauhaus (GER)                  | 122.                   |
| 34                     | Santiago Buitrago (COL)             | 36.                    |
| 35                     | Damiano Caruso (ITA)                | 14.                    |
| 36                     | Fran Miholjević (CRO) (enkeltstart) | 110.                   |
| 37                     | Andrea Pasqualon (ITA)              | 71.                    |

| Bora-Hansgrohe BOH | Bora-Hansgrohe BOH                | Bora-Hansgrohe BOH |
| ------------------ | --------------------------------- | ------------------ |
| Nr.                | Rytter                            | Placering          |
| 41                 | Jai Hindley (AUS)                 | 15.                |
| 42                 | Cesare Benedetti (POL)            | DNF-6              |
| 43                 | Nico Denz (GER)                   | 91.                |
| 44                 | Patrick Gamper (AUT)              | 141.               |
| 45                 | Lennard Kämna (GER) (enkeltstart) | 4.                 |
| 46                 | Jordi Meeus (BEL)                 | 120.               |
| 47                 | Aleksandr Vlasov                  | 9.                 |

| Cofidis COF | Cofidis COF            | Cofidis COF |
| ----------- | ---------------------- | ----------- |
| Nr.         | Rytter                 | Placering   |
| 51          | Guillaume Martin (FRA) | 21.         |
| 52          | Davide Cimolai (ITA)   | 109.        |
| 53          | Simone Consonni (ITA)  | 94.         |
| 54          | Victor Lafay (FRA)     | DNF-6       |
| 55          | Anthony Perez (FRA)    | 68.         |
| 56          | Rémy Rochas (FRA)      | DNF-6       |
| 57          | Axel Zingle (FRA)      | 57.         |

| EF Education-EasyPost EFE | EF Education-EasyPost EFE            | EF Education-EasyPost EFE |
| ------------------------- | ------------------------------------ | ------------------------- |
| Nr.                       | Rytter                               | Placering                 |
| 61                        | Jonathan Caicedo (ECU) (enkeltstart) | DNS-5                     |
| 62                        | Andrey Amador (CRC)                  | DNS-2                     |
| 63                        | Hugh Carthy (GBR)                    | 8.                        |
| 64                        | Mikkel Honoré (DEN)                  | 38.                       |
| 65                        | Jens Keukeleire (BEL)                | 67.                       |
| 66                        | Sean Quinn (USA)                     | DNF-6                     |
| 67                        | Julius van den Berg (NED)            | DNS-5                     |

| Eolo-Kometa EOK | Eolo-Kometa EOK                 | Eolo-Kometa EOK |
| --------------- | ------------------------------- | --------------- |
| Nr.             | Rytter                          | Placering       |
| 71              | Lorenzo Fortunato (ITA)         | 26.             |
| 72              | Davide Bais (ITA)               | 140.            |
| 73              | Mattia Bais (ITA)               | 136.            |
| 74              | Erik Fetter (HUN) (enkeltstart) | 101.            |
| 75              | Francesco Gavazzi (ITA)         | 80.             |
| 76              | Mirco Maestri (ITA)             | 114.            |
| 77              | Samuele Rivi (ITA)              | 145.            |

| Green Project-Bardiani CSF-Faizanè BCF | Green Project-Bardiani CSF-Faizanè BCF | Green Project-Bardiani CSF-Faizanè BCF |
| -------------------------------------- | -------------------------------------- | -------------------------------------- |
| Nr.                                    | Rytter                                 | Placering                              |
| 81                                     | Alessandro Tonelli (ITA)               | 47.                                    |
| 82                                     | Luca Colnaghi (ITA)                    | 132.                                   |
| 83                                     | Riccardo Lucca (ITA)                   | 144.                                   |
| 84                                     | Filippo Magli (ITA)                    | 129.                                   |
| 85                                     | Alessandro Santaromita (ITA)           | 56.                                    |
| 86                                     | Manuele Tarozzi (ITA)                  | 142.                                   |
| 87                                     | Samuele Zoccarato (ITA)                | 59.                                    |

| Groupama-FDJ GFC | Groupama-FDJ GFC                   | Groupama-FDJ GFC |
| ---------------- | ---------------------------------- | ---------------- |
| Nr.              | Rytter                             | Placering        |
| 91               | Thibaut Pinot (FRA)                | 10.              |
| 92               | Bruno Armirail (FRA) (enkeltstart) | 70.              |
| 93               | Olivier Le Gac (FRA)               | 74.              |
| 94               | Fabian Lienhard (SUI)              | 128.             |
| 95               | Valentin Madouas (FRA)             | 23.              |
| 96               | Quentin Pacher (FRA)               | 40.              |
| 97               | Jake Stewart (GBR)                 | 92.              |

| Ineos Grenadiers IGD | Ineos Grenadiers IGD              | Ineos Grenadiers IGD |
| -------------------- | --------------------------------- | -------------------- |
| Nr.                  | Rytter                            | Placering            |
| 101                  | Thymen Arensman (NED)             | 22.                  |
| 102                  | Laurens De Plus (BEL)             | DNF-6                |
| 103                  | Filippo Ganna (ITA) (enkeltstart) | 76.                  |
| 104                  | Tao Geoghegan Hart (GBR)          | 3.                   |
| 105                  | Michał Kwiatkowski (POL)          | 90.                  |
| 106                  | Tom Pidcock (GBR)                 | DNF-7                |
| 107                  | Magnus Sheffield (USA)            | 28.                  |

| Intermarché-Circus-Wanty ICW | Intermarché-Circus-Wanty ICW      | Intermarché-Circus-Wanty ICW |
| ---------------------------- | --------------------------------- | ---------------------------- |
| Nr.                          | Rytter                            | Placering                    |
| 111                          | Biniam Girmay (ERI) (enkeltstart) | 81.                          |
| 112                          | Sven Erik Bystrøm (NOR)           | 62.                          |
| 113                          | Niccolò Bonifazio (ITA)           | 84.                          |
| 114                          | Lorenzo Rota (ITA)                | 25.                          |
| 115                          | Mike Teunissen (NED)              | 60.                          |
| 116                          | Loïc Vliegen (BEL)                | DNF-5                        |
| 117                          | Georg Zimmermann (GER)            | 48.                          |

| Israel-Premier Tech IPT | Israel-Premier Tech IPT            | Israel-Premier Tech IPT |
| ----------------------- | ---------------------------------- | ----------------------- |
| Nr.                     | Rytter                             | Placering               |
| 121                     | Michael Woods (CAN)                | 20.                     |
| 123                     | Derek Gee (CAN) (enkeltstart)      | 41.                     |
| 124                     | Omer Goldstein (ISR) (enkeltstart) | 95.                     |
| 125                     | Krists Neilands (LAT)              | 54.                     |
| 126                     | Giacomo Nizzolo (ITA)              | 111.                    |
| 127                     | Mads Würtz Schmidt (DEN)           | 63.                     |

| Jumbo-Visma TJV | Jumbo-Visma TJV                | Jumbo-Visma TJV |
| --------------- | ------------------------------ | --------------- |
| Nr.             | Rytter                         | Placering       |
| 131             | Primož Roglič (SLO)            | 1.              |
| 132             | Tiesj Benoot (BEL)             | 34.             |
| 133             | Koen Bouwman (NED)             | 55.             |
| 134             | Wilco Kelderman (NED)          | DNS-7           |
| 135             | Attila Valter (HUN) (landevej) | 37.             |
| 136             | Wout van Aert (BEL)            | 53.             |
| 137             | Dylan van Baarle (NED)         | DNF-6           |

| Movistar Team MOV | Movistar Team MOV      | Movistar Team MOV |
| ----------------- | ---------------------- | ----------------- |
| Nr.               | Rytter                 | Placering         |
| 141               | Enric Mas (ESP)        | 6.                |
| 142               | Alex Aranburu (ESP)    | 45.               |
| 143               | Jorge Arcas (ESP)      | 75.               |
| 144               | Fernando Gaviria (COL) | 115.              |
| 145               | Nelson Oliveira (POR)  | 31.               |
| 146               | Albert Torres (ESP)    | 104.              |
| 147               | Carlos Verona (ESP)    | 29.               |

| Q36.5 Pro Cycling Team Q36 | Q36.5 Pro Cycling Team Q36 | Q36.5 Pro Cycling Team Q36 |
| -------------------------- | -------------------------- | -------------------------- |
| Nr.                        | Rytter                     | Placering                  |
| 151                        | Gianluca Brambilla (ITA)   | 42.                        |
| 152                        | Negasi Abreha (ETH)        | 135.                       |
| 153                        | Jack Bauer (NZL)           | 77.                        |
| 154                        | Filippo Conca (ITA)        | DNF-5                      |
| 155                        | Mark Donovan (GBR)         | 46.                        |
| 156                        | Damien Howson (AUS)        | 17.                        |
| 157                        | Matteo Moschetti (ITA)     | 118.                       |

| Soudal Quick-Step SOQ | Soudal Quick-Step SOQ           | Soudal Quick-Step SOQ |
| --------------------- | ------------------------------- | --------------------- |
| Nr.                   | Rytter                          | Placering             |
| 161                   | Julian Alaphilippe (FRA)        | 30.                   |
| 162                   | Andrea Bagioli (ITA)            | 43.                   |
| 163                   | Davide Ballerini (ITA)          | 86.                   |
| 164                   | Dries Devenyns (BEL)            | 146.                  |
| 165                   | Fabio Jakobsen (NED) (landevej) | 125.                  |
| 166                   | Casper Pedersen (DEN)           | 79.                   |
| 167                   | Bert Van Lerberghe (BEL)        | 113.                  |

| Arkéa-Samsic ARK | Arkéa-Samsic ARK         | Arkéa-Samsic ARK |
| ---------------- | ------------------------ | ---------------- |
| Nr.              | Rytter                   | Placering        |
| 171              | Warren Barguil (FRA)     | 24.              |
| 172              | Nacer Bouhanni (FRA)     | DNS-5            |
| 173              | Donavan Grondin (FRA)    | 107.             |
| 174              | Simon Guglielmi (FRA)    | 27.              |
| 175              | Laurent Pichon (FRA)     | 78.              |
| 176              | Cristián Rodríguez (ESP) | 33.              |
| 177              | Clément Russo (FRA)      | 88.              |

| Team Corratec COR | Team Corratec COR        | Team Corratec COR |
| ----------------- | ------------------------ | ----------------- |
| Nr.               | Rytter                   | Placering         |
| 181               | Valerio Conti (ITA)      | 123.              |
| 182               | Stefano Gandin (ITA)     | 137.              |
| 183               | Alessandro Iacchi (ITA)  | DNF-7             |
| 184               | Alexander Konysjev (ITA) | 105.              |
| 185               | Jan Stöckli (SUI)        | 133.              |
| 186               | Germán Tivani (ARG)      | 100.              |
| 187               | Attilio Viviani (ITA)    | HD-1              |

| Team DSM DSM | Team DSM DSM                  | Team DSM DSM |
| ------------ | ----------------------------- | ------------ |
| Nr.          | Rytter                        | Placering    |
| 191          | Andreas Leknessund (NOR)      | 18.          |
| 192          | Alberto Dainese (ITA)         | 131.         |
| 193          | Jonas Iversby Hvideberg (NOR) | DNF-6        |
| 194          | Marius Mayrhofer (GER)        | 89.          |
| 195          | Florian Stork (GER)           | 32.          |
| 196          | Henri Vandenabeele (BEL)      | 58.          |
| 197          | Harm Vanhoucke (BEL)          | 19.          |

| Team Jayco AlUla JAY | Team Jayco AlUla JAY       | Team Jayco AlUla JAY |
| -------------------- | -------------------------- | -------------------- |
| Nr.                  | Rytter                     | Placering            |
| 201                  | Dylan Groenewegen (NED)    | 116.                 |
| 202                  | Alessandro De Marchi (ITA) | 93.                  |
| 203                  | Michael Hepburn (AUS)      | 139.                 |
| 204                  | Jan Maas (NED)             | 134.                 |
| 205                  | Luka Mezgec (SLO)          | 119.                 |
| 206                  | Elmar Reinders (NED)       | 112.                 |
| 207                  | Zdeněk Štybar (CZE)        | 103.                 |

| TotalEnergies TEN | TotalEnergies TEN                 | TotalEnergies TEN |
| ----------------- | --------------------------------- | ----------------- |
| Nr.               | Rytter                            | Placering         |
| 211               | Peter Sagan (SVK) (landevej)      | 98.               |
| 212               | Maciej Bodnar (POL) (enkeltstart) | DNS-6             |
| 213               | Mathieu Burgaudeau (FRA)          | DNF-6             |
| 214               | Steff Cras (BEL)                  | DNS-7             |
| 215               | Valentin Ferron (FRA)             | 69.               |
| 216               | Daniel Oss (ITA)                  | 87.               |
| 217               | Julien Simon (FRA)                | DNS-5             |

| Trek-Segafredo TFS | Trek-Segafredo TFS               | Trek-Segafredo TFS |
| ------------------ | -------------------------------- | ------------------ |
| Nr.                | Rytter                           | Placering          |
| 221                | Giulio Ciccone (ITA)             | 5.                 |
| 222                | Dario Cataldo (ITA)              | 64.                |
| 223                | Amanuel Ghebreigzabhier (ERI)    | 138.               |
| 224                | Markus Hoelgaard (NOR)           | 83.                |
| 225                | Quinn Simmons (USA)              | 72.                |
| 226                | Toms Skujiņš (LAT) (enkeltstart) | 39.                |
| 227                | Edward Theuns (BEL)              | 99.                |

| Tudor Pro Cycling Team TUD | Tudor Pro Cycling Team TUD      | Tudor Pro Cycling Team TUD |
| -------------------------- | ------------------------------- | -------------------------- |
| Nr.                        | Rytter                          | Placering                  |
| 231                        | Sébastien Reichenbach (SUI)     | DNF-7                      |
| 232                        | Tom Bohli (SUI)                 | 130.                       |
| 233                        | Lucas Eriksson (SWE) (landevej) | 97.                        |
| 234                        | Arthur Kluckers (LUX)           | 73.                        |
| 235                        | Simon Pellaud (SUI)             | 147.                       |
| 236                        | Roland Thalmann (SUI)           | 102.                       |
| 237                        | Yannis Voisard (SUI)            | 52.                        |

| UAE Team Emirates UAD | UAE Team Emirates UAD         | UAE Team Emirates UAD |
| --------------------- | ----------------------------- | --------------------- |
| Nr.                   | Rytter                        | Placering             |
| 241                   | Adam Yates (GBR)              | 11.                   |
| 242                   | George Bennett (NZL)          | 44.                   |
| 243                   | Alessandro Covi (ITA)         | DNF-6                 |
| 244                   | Davide Formolo (ITA)          | 35.                   |
| 245                   | João Almeida (POR) (landevej) | 2.                    |
| 246                   | Brandon McNulty (USA)         | 12.                   |
| 247                   | Sebastián Molano (COL)        | 124.                  |

| Alpecin-Deceuninck ADC | Alpecin-Deceuninck ADC     | Alpecin-Deceuninck ADC |
| ---------------------- | -------------------------- | ---------------------- |
| Nr.                    | Rytter                     | Placering              |
| 1                      | Mathieu van der Poel (NED) | 49.                    |
| 2                      | Michael Gogl (AUT)         | DNS-2                  |
| 3                      | Jasper Philipsen (BEL)     | 82.                    |
| 4                      | Oscar Riesebeek (NED)      | 143.                   |
| 5                      | Ramon Sinkeldam (NED)      | 126.                   |
| 6                      | Robert Stannard (AUS)      | 51.                    |
| 7                      | Gianni Vermeersch (BEL)    | 65.                    |

| AG2R Citroën Team ACT | AG2R Citroën Team ACT        | AG2R Citroën Team ACT |
| --------------------- | ---------------------------- | --------------------- |
| Nr.                   | Rytter                       | Placering             |
| 11                    | Ben O'Connor (AUS)           | 13.                   |
| 12                    | Benoît Cosnefroy (FRA)       | 96.                   |
| 13                    | Felix Gall (AUT)             | 16.                   |
| 14                    | Nans Peters (FRA)            | 85.                   |
| 15                    | Michael Schär (SUI)          | 50.                   |
| 16                    | Greg Van Avermaet (BEL)      | 61.                   |
| 17                    | Valentin Paret-Peintre (FRA) | DNF-3                 |

| Astana Qazaqstan Team AST | Astana Qazaqstan Team AST       | Astana Qazaqstan Team AST |
| ------------------------- | ------------------------------- | ------------------------- |
| Nr.                       | Rytter                          | Placering                 |
| 21                        | Aleksej Lutsenko (KAZ)          | DNS-7                     |
| 22                        | Samuele Battistella (ITA)       | DNF-5                     |
| 23                        | Mark Cavendish (GBR) (landevej) | 121.                      |
| 24                        | Joe Dombrowski (USA)            | 108.                      |
| 25                        | Jevgenij Fedorov (KAZ)          | 106.                      |
| 26                        | Gleb Syritsa                    | 117.                      |
| 27                        | Leonardo Basso (ITA)            | 127.                      |

| Bahrain Victorious TBV | Bahrain Victorious TBV              | Bahrain Victorious TBV |
| ---------------------- | ----------------------------------- | ---------------------- |
| Nr.                    | Rytter                              | Placering              |
| 31                     | Mikel Landa (ESP)                   | 7.                     |
| 32                     | Nikias Arndt (GER)                  | 66.                    |
| 33                     | Phil Bauhaus (GER)                  | 122.                   |
| 34                     | Santiago Buitrago (COL)             | 36.                    |
| 35                     | Damiano Caruso (ITA)                | 14.                    |
| 36                     | Fran Miholjević (CRO) (enkeltstart) | 110.                   |
| 37                     | Andrea Pasqualon (ITA)              | 71.                    |

| Bora-Hansgrohe BOH | Bora-Hansgrohe BOH                | Bora-Hansgrohe BOH |
| ------------------ | --------------------------------- | ------------------ |
| Nr.                | Rytter                            | Placering          |
| 41                 | Jai Hindley (AUS)                 | 15.                |
| 42                 | Cesare Benedetti (POL)            | DNF-6              |
| 43                 | Nico Denz (GER)                   | 91.                |
| 44                 | Patrick Gamper (AUT)              | 141.               |
| 45                 | Lennard Kämna (GER) (enkeltstart) | 4.                 |
| 46                 | Jordi Meeus (BEL)                 | 120.               |
| 47                 | Aleksandr Vlasov                  | 9.                 |

| Cofidis COF | Cofidis COF            | Cofidis COF |
| ----------- | ---------------------- | ----------- |
| Nr.         | Rytter                 | Placering   |
| 51          | Guillaume Martin (FRA) | 21.         |
| 52          | Davide Cimolai (ITA)   | 109.        |
| 53          | Simone Consonni (ITA)  | 94.         |
| 54          | Victor Lafay (FRA)     | DNF-6       |
| 55          | Anthony Perez (FRA)    | 68.         |
| 56          | Rémy Rochas (FRA)      | DNF-6       |
| 57          | Axel Zingle (FRA)      | 57.         |

| EF Education-EasyPost EFE | EF Education-EasyPost EFE            | EF Education-EasyPost EFE |
| ------------------------- | ------------------------------------ | ------------------------- |
| Nr.                       | Rytter                               | Placering                 |
| 61                        | Jonathan Caicedo (ECU) (enkeltstart) | DNS-5                     |
| 62                        | Andrey Amador (CRC)                  | DNS-2                     |
| 63                        | Hugh Carthy (GBR)                    | 8.                        |
| 64                        | Mikkel Honoré (DEN)                  | 38.                       |
| 65                        | Jens Keukeleire (BEL)                | 67.                       |
| 66                        | Sean Quinn (USA)                     | DNF-6                     |
| 67                        | Julius van den Berg (NED)            | DNS-5                     |

| Eolo-Kometa EOK | Eolo-Kometa EOK                 | Eolo-Kometa EOK |
| --------------- | ------------------------------- | --------------- |
| Nr.             | Rytter                          | Placering       |
| 71              | Lorenzo Fortunato (ITA)         | 26.             |
| 72              | Davide Bais (ITA)               | 140.            |
| 73              | Mattia Bais (ITA)               | 136.            |
| 74              | Erik Fetter (HUN) (enkeltstart) | 101.            |
| 75              | Francesco Gavazzi (ITA)         | 80.             |
| 76              | Mirco Maestri (ITA)             | 114.            |
| 77              | Samuele Rivi (ITA)              | 145.            |

| Green Project-Bardiani CSF-Faizanè BCF | Green Project-Bardiani CSF-Faizanè BCF | Green Project-Bardiani CSF-Faizanè BCF |
| -------------------------------------- | -------------------------------------- | -------------------------------------- |
| Nr.                                    | Rytter                                 | Placering                              |
| 81                                     | Alessandro Tonelli (ITA)               | 47.                                    |
| 82                                     | Luca Colnaghi (ITA)                    | 132.                                   |
| 83                                     | Riccardo Lucca (ITA)                   | 144.                                   |
| 84                                     | Filippo Magli (ITA)                    | 129.                                   |
| 85                                     | Alessandro Santaromita (ITA)           | 56.                                    |
| 86                                     | Manuele Tarozzi (ITA)                  | 142.                                   |
| 87                                     | Samuele Zoccarato (ITA)                | 59.                                    |

| Groupama-FDJ GFC | Groupama-FDJ GFC                   | Groupama-FDJ GFC |
| ---------------- | ---------------------------------- | ---------------- |
| Nr.              | Rytter                             | Placering        |
| 91               | Thibaut Pinot (FRA)                | 10.              |
| 92               | Bruno Armirail (FRA) (enkeltstart) | 70.              |
| 93               | Olivier Le Gac (FRA)               | 74.              |
| 94               | Fabian Lienhard (SUI)              | 128.             |
| 95               | Valentin Madouas (FRA)             | 23.              |
| 96               | Quentin Pacher (FRA)               | 40.              |
| 97               | Jake Stewart (GBR)                 | 92.              |

| Ineos Grenadiers IGD | Ineos Grenadiers IGD              | Ineos Grenadiers IGD |
| -------------------- | --------------------------------- | -------------------- |
| Nr.                  | Rytter                            | Placering            |
| 101                  | Thymen Arensman (NED)             | 22.                  |
| 102                  | Laurens De Plus (BEL)             | DNF-6                |
| 103                  | Filippo Ganna (ITA) (enkeltstart) | 76.                  |
| 104                  | Tao Geoghegan Hart (GBR)          | 3.                   |
| 105                  | Michał Kwiatkowski (POL)          | 90.                  |
| 106                  | Tom Pidcock (GBR)                 | DNF-7                |
| 107                  | Magnus Sheffield (USA)            | 28.                  |

| Intermarché-Circus-Wanty ICW | Intermarché-Circus-Wanty ICW      | Intermarché-Circus-Wanty ICW |
| ---------------------------- | --------------------------------- | ---------------------------- |
| Nr.                          | Rytter                            | Placering                    |
| 111                          | Biniam Girmay (ERI) (enkeltstart) | 81.                          |
| 112                          | Sven Erik Bystrøm (NOR)           | 62.                          |
| 113                          | Niccolò Bonifazio (ITA)           | 84.                          |
| 114                          | Lorenzo Rota (ITA)                | 25.                          |
| 115                          | Mike Teunissen (NED)              | 60.                          |
| 116                          | Loïc Vliegen (BEL)                | DNF-5                        |
| 117                          | Georg Zimmermann (GER)            | 48.                          |

| Israel-Premier Tech IPT | Israel-Premier Tech IPT            | Israel-Premier Tech IPT |
| ----------------------- | ---------------------------------- | ----------------------- |
| Nr.                     | Rytter                             | Placering               |
| 121                     | Michael Woods (CAN)                | 20.                     |
| 123                     | Derek Gee (CAN) (enkeltstart)      | 41.                     |
| 124                     | Omer Goldstein (ISR) (enkeltstart) | 95.                     |
| 125                     | Krists Neilands (LAT)              | 54.                     |
| 126                     | Giacomo Nizzolo (ITA)              | 111.                    |
| 127                     | Mads Würtz Schmidt (DEN)           | 63.                     |

| Jumbo-Visma TJV | Jumbo-Visma TJV                | Jumbo-Visma TJV |
| --------------- | ------------------------------ | --------------- |
| Nr.             | Rytter                         | Placering       |
| 131             | Primož Roglič (SLO)            | 1.              |
| 132             | Tiesj Benoot (BEL)             | 34.             |
| 133             | Koen Bouwman (NED)             | 55.             |
| 134             | Wilco Kelderman (NED)          | DNS-7           |
| 135             | Attila Valter (HUN) (landevej) | 37.             |
| 136             | Wout van Aert (BEL)            | 53.             |
| 137             | Dylan van Baarle (NED)         | DNF-6           |

| Movistar Team MOV | Movistar Team MOV      | Movistar Team MOV |
| ----------------- | ---------------------- | ----------------- |
| Nr.               | Rytter                 | Placering         |
| 141               | Enric Mas (ESP)        | 6.                |
| 142               | Alex Aranburu (ESP)    | 45.               |
| 143               | Jorge Arcas (ESP)      | 75.               |
| 144               | Fernando Gaviria (COL) | 115.              |
| 145               | Nelson Oliveira (POR)  | 31.               |
| 146               | Albert Torres (ESP)    | 104.              |
| 147               | Carlos Verona (ESP)    | 29.               |

| Q36.5 Pro Cycling Team Q36 | Q36.5 Pro Cycling Team Q36 | Q36.5 Pro Cycling Team Q36 |
| -------------------------- | -------------------------- | -------------------------- |
| Nr.                        | Rytter                     | Placering                  |
| 151                        | Gianluca Brambilla (ITA)   | 42.                        |
| 152                        | Negasi Abreha (ETH)        | 135.                       |
| 153                        | Jack Bauer (NZL)           | 77.                        |
| 154                        | Filippo Conca (ITA)        | DNF-5                      |
| 155                        | Mark Donovan (GBR)         | 46.                        |
| 156                        | Damien Howson (AUS)        | 17.                        |
| 157                        | Matteo Moschetti (ITA)     | 118.                       |

| Soudal Quick-Step SOQ | Soudal Quick-Step SOQ           | Soudal Quick-Step SOQ |
| --------------------- | ------------------------------- | --------------------- |
| Nr.                   | Rytter                          | Placering             |
| 161                   | Julian Alaphilippe (FRA)        | 30.                   |
| 162                   | Andrea Bagioli (ITA)            | 43.                   |
| 163                   | Davide Ballerini (ITA)          | 86.                   |
| 164                   | Dries Devenyns (BEL)            | 146.                  |
| 165                   | Fabio Jakobsen (NED) (landevej) | 125.                  |
| 166                   | Casper Pedersen (DEN)           | 79.                   |
| 167                   | Bert Van Lerberghe (BEL)        | 113.                  |

| Arkéa-Samsic ARK | Arkéa-Samsic ARK         | Arkéa-Samsic ARK |
| ---------------- | ------------------------ | ---------------- |
| Nr.              | Rytter                   | Placering        |
| 171              | Warren Barguil (FRA)     | 24.              |
| 172              | Nacer Bouhanni (FRA)     | DNS-5            |
| 173              | Donavan Grondin (FRA)    | 107.             |
| 174              | Simon Guglielmi (FRA)    | 27.              |
| 175              | Laurent Pichon (FRA)     | 78.              |
| 176              | Cristián Rodríguez (ESP) | 33.              |
| 177              | Clément Russo (FRA)      | 88.              |

| Team Corratec COR | Team Corratec COR        | Team Corratec COR |
| ----------------- | ------------------------ | ----------------- |
| Nr.               | Rytter                   | Placering         |
| 181               | Valerio Conti (ITA)      | 123.              |
| 182               | Stefano Gandin (ITA)     | 137.              |
| 183               | Alessandro Iacchi (ITA)  | DNF-7             |
| 184               | Alexander Konysjev (ITA) | 105.              |
| 185               | Jan Stöckli (SUI)        | 133.              |
| 186               | Germán Tivani (ARG)      | 100.              |
| 187               | Attilio Viviani (ITA)    | HD-1              |

| Team DSM DSM | Team DSM DSM                  | Team DSM DSM |
| ------------ | ----------------------------- | ------------ |
| Nr.          | Rytter                        | Placering    |
| 191          | Andreas Leknessund (NOR)      | 18.          |
| 192          | Alberto Dainese (ITA)         | 131.         |
| 193          | Jonas Iversby Hvideberg (NOR) | DNF-6        |
| 194          | Marius Mayrhofer (GER)        | 89.          |
| 195          | Florian Stork (GER)           | 32.          |
| 196          | Henri Vandenabeele (BEL)      | 58.          |
| 197          | Harm Vanhoucke (BEL)          | 19.          |

| Team Jayco AlUla JAY | Team Jayco AlUla JAY       | Team Jayco AlUla JAY |
| -------------------- | -------------------------- | -------------------- |
| Nr.                  | Rytter                     | Placering            |
| 201                  | Dylan Groenewegen (NED)    | 116.                 |
| 202                  | Alessandro De Marchi (ITA) | 93.                  |
| 203                  | Michael Hepburn (AUS)      | 139.                 |
| 204                  | Jan Maas (NED)             | 134.                 |
| 205                  | Luka Mezgec (SLO)          | 119.                 |
| 206                  | Elmar Reinders (NED)       | 112.                 |
| 207                  | Zdeněk Štybar (CZE)        | 103.                 |

| TotalEnergies TEN | TotalEnergies TEN                 | TotalEnergies TEN |
| ----------------- | --------------------------------- | ----------------- |
| Nr.               | Rytter                            | Placering         |
| 211               | Peter Sagan (SVK) (landevej)      | 98.               |
| 212               | Maciej Bodnar (POL) (enkeltstart) | DNS-6             |
| 213               | Mathieu Burgaudeau (FRA)          | DNF-6             |
| 214               | Steff Cras (BEL)                  | DNS-7             |
| 215               | Valentin Ferron (FRA)             | 69.               |
| 216               | Daniel Oss (ITA)                  | 87.               |
| 217               | Julien Simon (FRA)                | DNS-5             |

| Trek-Segafredo TFS | Trek-Segafredo TFS               | Trek-Segafredo TFS |
| ------------------ | -------------------------------- | ------------------ |
| Nr.                | Rytter                           | Placering          |
| 221                | Giulio Ciccone (ITA)             | 5.                 |
| 222                | Dario Cataldo (ITA)              | 64.                |
| 223                | Amanuel Ghebreigzabhier (ERI)    | 138.               |
| 224                | Markus Hoelgaard (NOR)           | 83.                |
| 225                | Quinn Simmons (USA)              | 72.                |
| 226                | Toms Skujiņš (LAT) (enkeltstart) | 39.                |
| 227                | Edward Theuns (BEL)              | 99.                |

| Tudor Pro Cycling Team TUD | Tudor Pro Cycling Team TUD      | Tudor Pro Cycling Team TUD |
| -------------------------- | ------------------------------- | -------------------------- |
| Nr.                        | Rytter                          | Placering                  |
| 231                        | Sébastien Reichenbach (SUI)     | DNF-7                      |
| 232                        | Tom Bohli (SUI)                 | 130.                       |
| 233                        | Lucas Eriksson (SWE) (landevej) | 97.                        |
| 234                        | Arthur Kluckers (LUX)           | 73.                        |
| 235                        | Simon Pellaud (SUI)             | 147.                       |
| 236                        | Roland Thalmann (SUI)           | 102.                       |
| 237                        | Yannis Voisard (SUI)            | 52.                        |

| UAE Team Emirates UAD | UAE Team Emirates UAD         | UAE Team Emirates UAD |
| --------------------- | ----------------------------- | --------------------- |
| Nr.                   | Rytter                        | Placering             |
| 241                   | Adam Yates (GBR)              | 11.                   |
| 242                   | George Bennett (NZL)          | 44.                   |
| 243                   | Alessandro Covi (ITA)         | DNF-6                 |
| 244                   | Davide Formolo (ITA)          | 35.                   |
| 245                   | João Almeida (POR) (landevej) | 2.                    |
| 246                   | Brandon McNulty (USA)         | 12.                   |
| 247                   | Sebastián Molano (COL)        | 124.                  |